# Simmesport
Simmesport es un pueblo ubicado en la parroquia de Avoyelles en el estado estadounidense de Luisiana. En el Censo de 2010 tenía una población de 2161 habitantes y una densidad poblacional de 351,61 personas por km².

## Geografía
Simmesport se encuentra ubicado en las coordenadas 30°58′51″N 91°48′51″O / 30.98083, -91.81417. Según la Oficina del Censo de los Estados Unidos, Simmesport tiene una superficie total de 6.15 km², de la cual 5.66 km² corresponden a tierra firme y (7.92%) 0.49 km² es agua.

## Demografía
Según el censo de 2010, había 2161 personas residiendo en Simmesport. La densidad de población era de 351,61 hab./km². De los 2161 habitantes, Simmesport estaba compuesto por el 49.38% blancos, el 48.54% eran afroamericanos, el 0.51% eran amerindios, el 0.23% eran asiáticos, el 0% eran isleños del Pacífico, el 0.23% eran de otras razas y el 1.11% pertenecían a dos o más razas. Del total de la población el 1.11% eran hispanos o latinos de cualquier raza.